# SOMPO
SOMPO je zájmové sdružení právnických osob vzniklé v roce 1992, jehož snahou je vybudování dvou skládek tuhého komunálního odpadu v okrese Nový Jičín v katastrálních územích obcí Životice, Děrné a Lukavec, včetně zajištění jejich provozování. Sídlo uskupení je v Životicích u Nového Jičína.
Na začátku letních prázdnin v roce 1993 byl zahájen zkušební provoz a od počátku roku 1994 pak trvalý provoz na skládce poblíž Životic u Nového Jičína, které uskupení vybudovalo. Na skládku jsou pořádány exkurze dětí ze škol z okolních obcí.

## Členové
Členy sdružení jsou obce:
- Albrechtičky
- Bartošovice
- Bernartice nad Odrou
- Bordovice
- Frenštát pod Radhoštěm
- Fulnek
- Heřmanice u Oder
- Heřmánky
- Hladké Životice
- Hodslavice
- Hostašovice
- Jakubčovice nad Odrou
- Jeseník nad Odrou
- Kujavy
- Kunín
- Lichnov
- Luboměř
- Mankovice
- Mořkov
- Mošnov
- Nový Jičín
- Odry
- Příbor
- Pustějov
- Rybí
- Sedlnice
- Skotnice
- Slatina
- Spálov
- Starý Jičín
- Studénka
- Suchdol nad Odrou
- Šenov
- Štramberk
- Tichá
- Trnávka
- Trojanovice
- Veřovice
- Vražné
- Vrchy
- Závišice
- Zbyslavice
- Ženklava
- Životice u Nového Jičína